# 156. brigada »Bruno Buozzi«
Za druge 156. brigade glejte 156. brigada.
156. brigada »Bruno Buozzi«  je bila brigada v sestavi Narodnoosvobodilne vojske in partizanskih odredov Jugoslavije in ki je delovala med drugo svetovno vojno na področju Kraljevine Jugoslavije.